# Mateja Jurčević
Mateja Jurčević (Vinkovci, 1995.), hrvatska pjesnikinja. Studentica komparativne književnosti i kroatistike na Filozofskom fakultetu u Zagrebu. Dobitnica Gorana za mlade pjesnike 2016. godine.